# Tenomerga kapnodes
Tenomerga kapnodes är en skalbaggsart som beskrevs av Arturs Neboiss 1984. Tenomerga kapnodes ingår i släktet Tenomerga och familjen Cupedidae. Inga underarter finns listade i Catalogue of Life.